# Heinrich Diestel
Georg Heinrich Diestel (* 30. Juli 1785 in Belgard in Hinterpommern; † 20. Juli 1854 in Königsberg i. Pr.) war ein deutscher Lutheraner.

## Leben
Diestel, Sohn eines Superintendenten, hatte seit 1801 an der Albertus-Universität Königsberg Rechtswissenschaft studiert. Von 1809 bis 1812 war er als Hauslehrer tätig. Anschließend studierte er Evangelische Theologie. 1814 wurde er Pfarrer in Borchersdorf. 1818 kam er als Militärseelsorger und Lehrer an die Divisionsschule Königsberg. 1828 wurde er Pfarrer am Haberberg (Königsberg).
Mit Johann Wilhelm Ebel war Diestel Anhänger der Lehre des Theosophen Johann Heinrich Schönherr. Einige Streitschriften, die Diestel insbesondere gegen den Königsberger Theologieprofessor Hermann Olshausen publiziert hatte, waren der Anlass für den Königsberger Religionsstreit und den so genannten ‚Muckerprozeß‘, der damit endete, dass Diestel und Ebel wegen Pflichtverletzung ihrer Ämter enthoben wurden.

## Werke
- Verstand und Vernunft im Bunde mit der Offenbarung Gottes durch das Anerkenntnis des wörtlichen Inhalts der heiligen Schrift – Zwei Abhandlungen (zusammen mit Johannes Ebel). Leipzig 1837, 492 Seiten (Volltext).
- Die rationelle Sprachforschung – Auf ihrem gegenwärtigen Standpunkte geprüft und psychologisch begründet. Königsberg 1845, 190 Seiten (Volltext).
- Das Problem der Todesstrafe – Mit Berücksichtigung der Verhandlung der ständischen Ausschüsse wissenschaftlich zu lösen versucht. Königsberg 1848, 196 Seiten (Volltext).